# Adam Parr
Adam Parr (ur. 26 maja 1965 roku w Londynie) – prezes WilliamsF1.

## Życiorys
Parr najpierw pracował dla Barclays Banku, a później Rio Tinto w Wielkiej Brytanii oraz Japonii. Pomiędzy 1992 a 1998 rokiem, studiował prawo. Wrócił do Rio Tinto 1998 jako asystent prezesa Roberta Willsona oraz dyrektora Leona Davisa. Pomiędzy 2000 a 2005 pracował i żył w Australii.
W listopadzie 2006 Parr opuścił Rio Tinto, by dołączyć do Williamsa jako dyrektor i został awansowany na prezesa przez założycieli Franka Williamsa oraz Patricka Heada w czerwcu 2010 roku.